# SE-40
La SE-40, également appelée périphérique de l'aire métropolitaine de Séville (en espagnol : Circunvalación del área metropolitana de Sevilla) est une route express espagnole formant une ceinture périphérique dans la banlieue de Séville, en Andalousie.

## Généralités
D'une longueur de 77,6 kilomètres environ, elle permettra de décharger l'actuel périphérique de Séville pour desservir au mieux l'aire métropolitaine d'1,43 million d'habitants et améliorer le transit régional et national. Il comporte le plus souvent deux voies de circulation dans chaque sens.
Elle croisera la plupart des autoroutes reliées au réseau espagnol à destination des différents points cardinaux du pays :
- A-66 : Séville - León - Gijón
- A-4 : Séville - Cordoue - Madrid
- AP-4 : Séville - Jerez de la Frontera - Cadix
- A-92 : Séville - Grenade - Malaga - Almería - Murcie (A-91)
- A-49 : Séville - Huelva - Ayamonte - Portugal

Mais également les voies rapides locales qui partent du périphérique :
- A-376 :  Séville - Utrera
- A-8058 :  Séville - La Puebla del Río

La SE-40 dessert toutes les communes de l'agglomération de Séville dans un rayon de 12 kilomètres environ.

## Tracé
- Secteur Nord : entre l'A-66 et l'A-4.
Elle va débuter au nord de La Algaba, pour ensuite contourner La Rinconada par le sud avant de se connecter à la pénétrante nord. Elle se connecte à l'A-4 à l'est de l'aéroport de Séville.
- Secteur Ouest : entre l'A-66 et l'A-8058.
La SE-40 desservira les communes de la banlieue ouest de la ville où elle va croiser l'A-49 à Espartinas et l'A-8058 à Palomares del Rio.
- Secteur Sud : entre l'A-8058 et l'A-92.
La SE-40 va entamer la seconde traversée du Guadalquivir par un tunnel long de 2180 m sous le lit du fleuve. Elle va contourner Dos Hermanas et Alcalá de Guadaíra par le nord en croisant l'A-4, l'A-376 et l'A-92
- Secteur Est : Entre l'A-92 et l'A-4

C'est le premier tronçon en construction. Les terrassements sont déjà faits. Elle va connecter la autovía del Sur à l'est de l'aéroport de Séville à l'autoroute transversale de l'Andalousie au nord d'Alcalá de Guadaíra.

## Référence
- Nomenclature